# 다니마치 9초메역
다니마치 9초메역(일본어: 谷町九丁目駅, たにまちきゅうちょうめえき)은 오사카부 오사카시 덴노지구에 있는 철도역이다. 또한 지역 주민은 다니큐(일본어: 谷九, たにきゅう)라는 약칭으로 부르기도 한다.

## 역 구조
다니마치 선은 상대식 승강장 2면 2선의 지하 2층에 승강장이 위치하고, 센니치마에 선은 섬식 승강장 1면 2선이고, 승강장이 지하 2층에 위치하고 스크린도어가 설치되어 있다. 다니마치 선 승강장 직하부에 긴테쓰 난바 선이 지나고 있다.
개찰구는 다니마치 선 승강장 양쪽에 1개씩, 센니치마에 선의 승강장 중앙에 1곳, 총 3곳이 있다. 화장실은 개찰구 외에 2개소가 설치되었다.
다니마치 선 남쪽 플랫폼에는 개찰구를 사이에 두고, 긴테쓰 오사카우에혼마치 역의 연결 통로와 동일 층에 있으나 북쪽 플랫폼은 센니치마에 선 승강장을 경유해야 한다. 인근의 닛폰바시 역과 난바 워크도 이와 같은 구조이다.

### 타는 곳

#### 다니마치 선
| 1 | 다니마치 선 | 덴노지·야오미나미 방면              |
| 2 | 다니마치 선 | 덴마바시·히가시우메다·다이니치 방면 |

#### 센니치마에 선
| 1 | 센니치마에 선 | 쓰루하시·미나미타쓰미 방면 |
| 2 | 센니치마에 선 | 난바·아와자·노다한신 방면  |

## 역세권 정보
- 다니큐 교차점
- 희학원
- 오사카 시립 덴노지 도서관
- 오사카 국제 교류 센터
- 오사카 부 맹인 복지 센터
- 긴테쓰 백화점 우에혼마치 점 (지하 2층 ~ 12층)
- 우에혼마치 YUFURA
- 쉐라톤 미야코 호텔 오사카
- 긴키 닛폰 철도 오사카우에혼마치 역

## 역사
- 1968년 12월 17일: 다니마치 선 영업 개시.
- 1969년 7월 25일: 센니치마에 선이 영업 개시, 환승역이 됨.
- 1970년 3월 11일: 센니치마에 선이 당역 ~ 사쿠라가와 역간 개통으로 노다한신까지 직결, 중간역이 됨.

## 사진

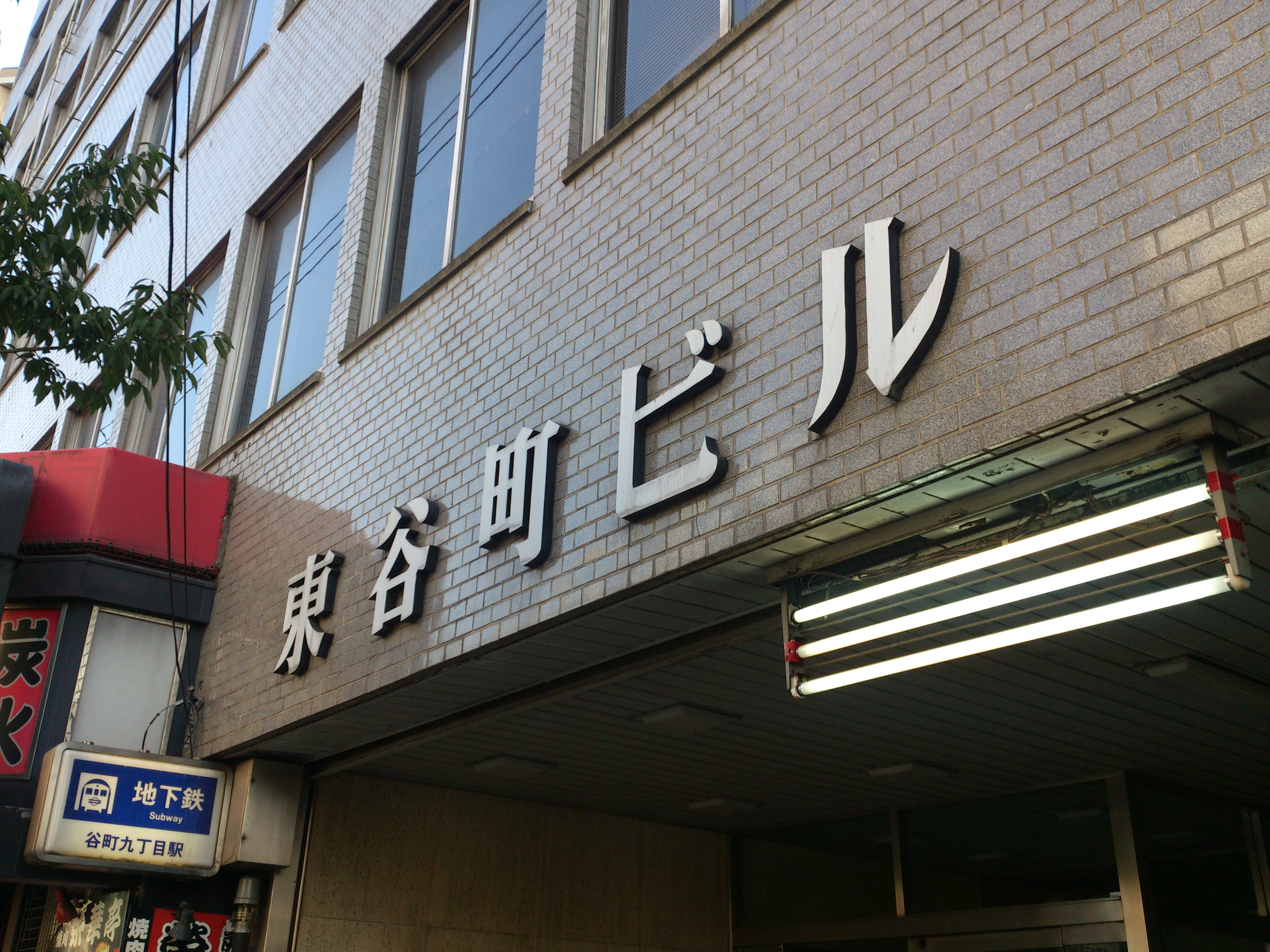
역 빌딩
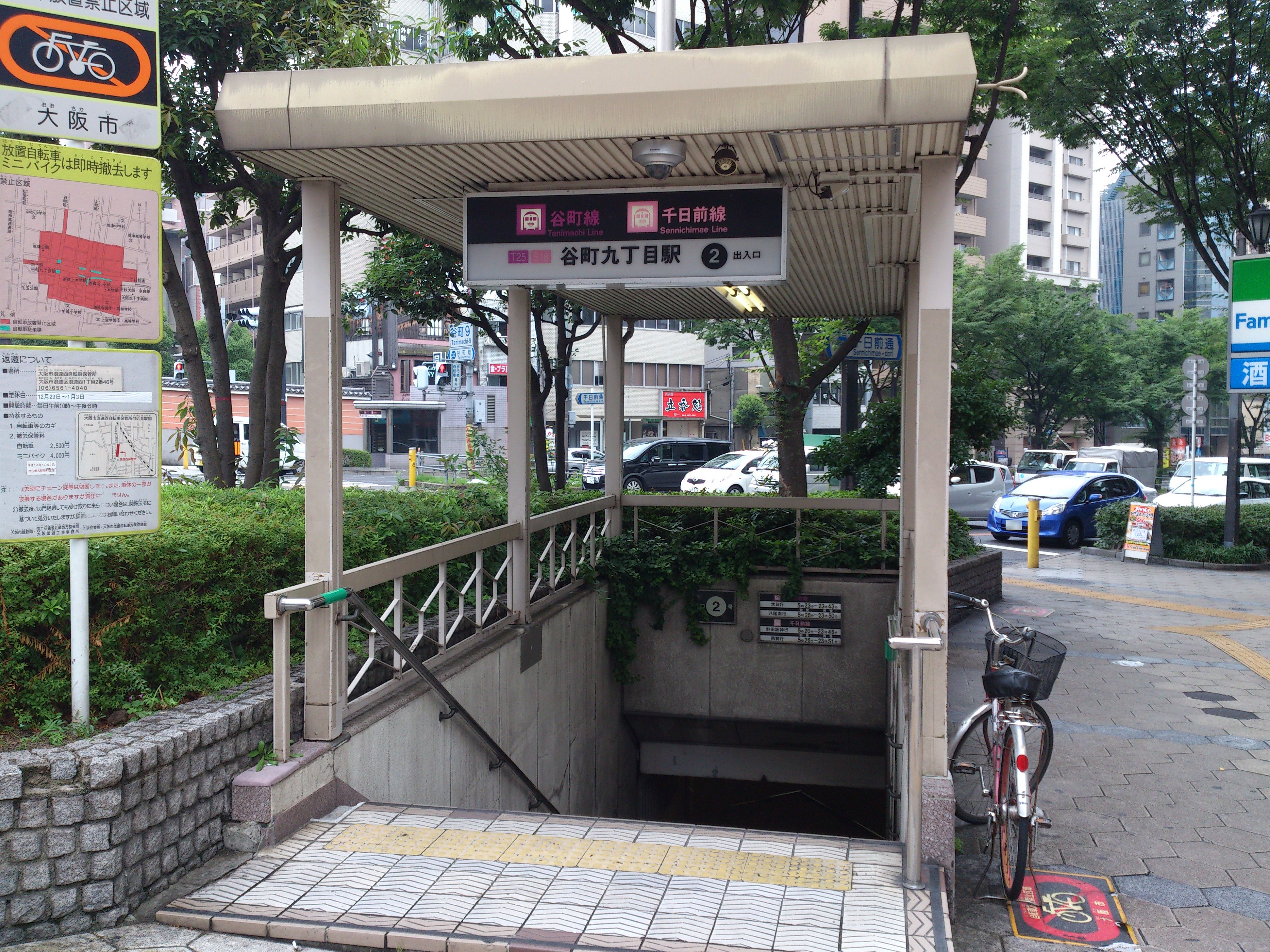
2번 출입구
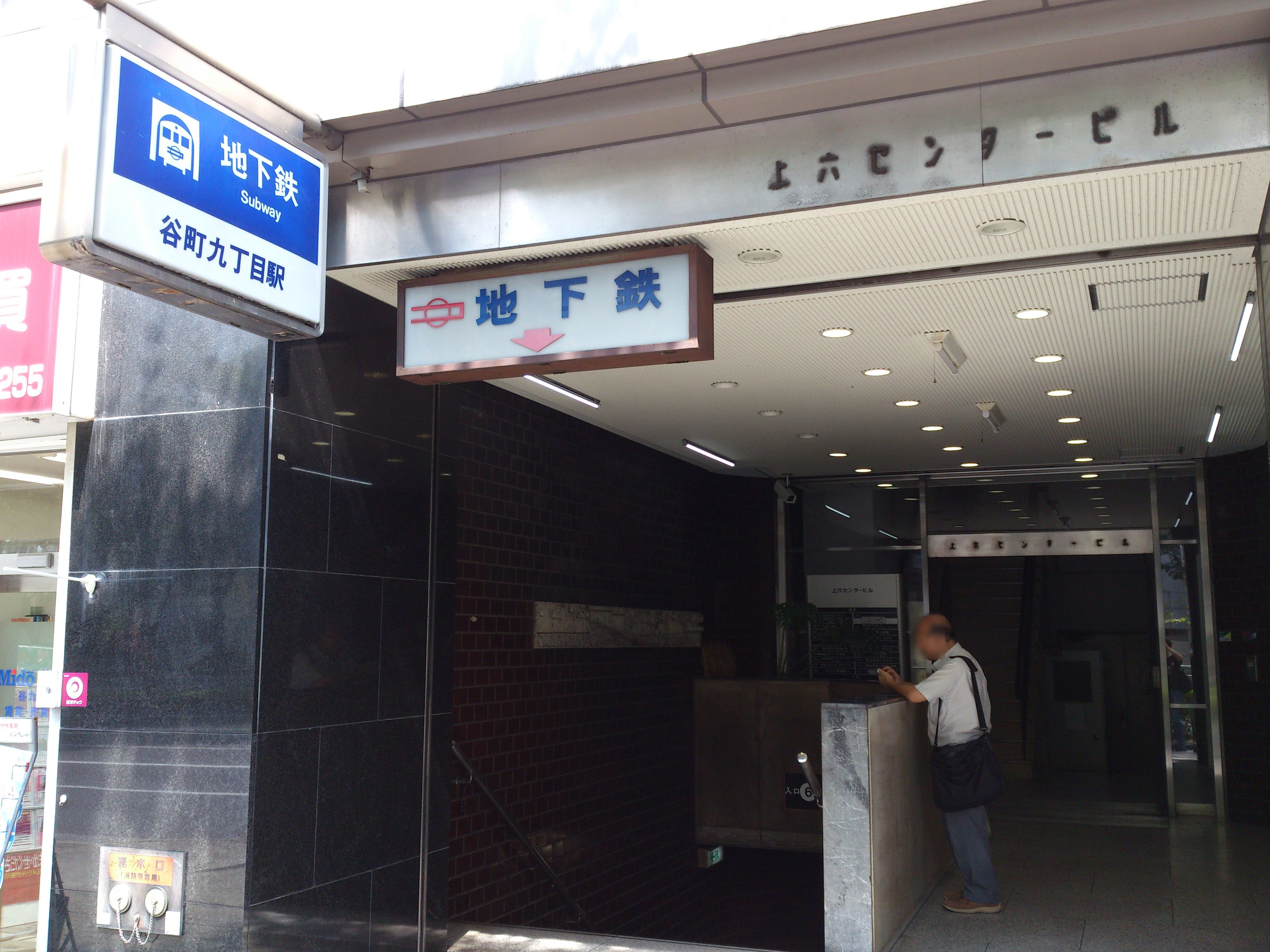
6번 출입구
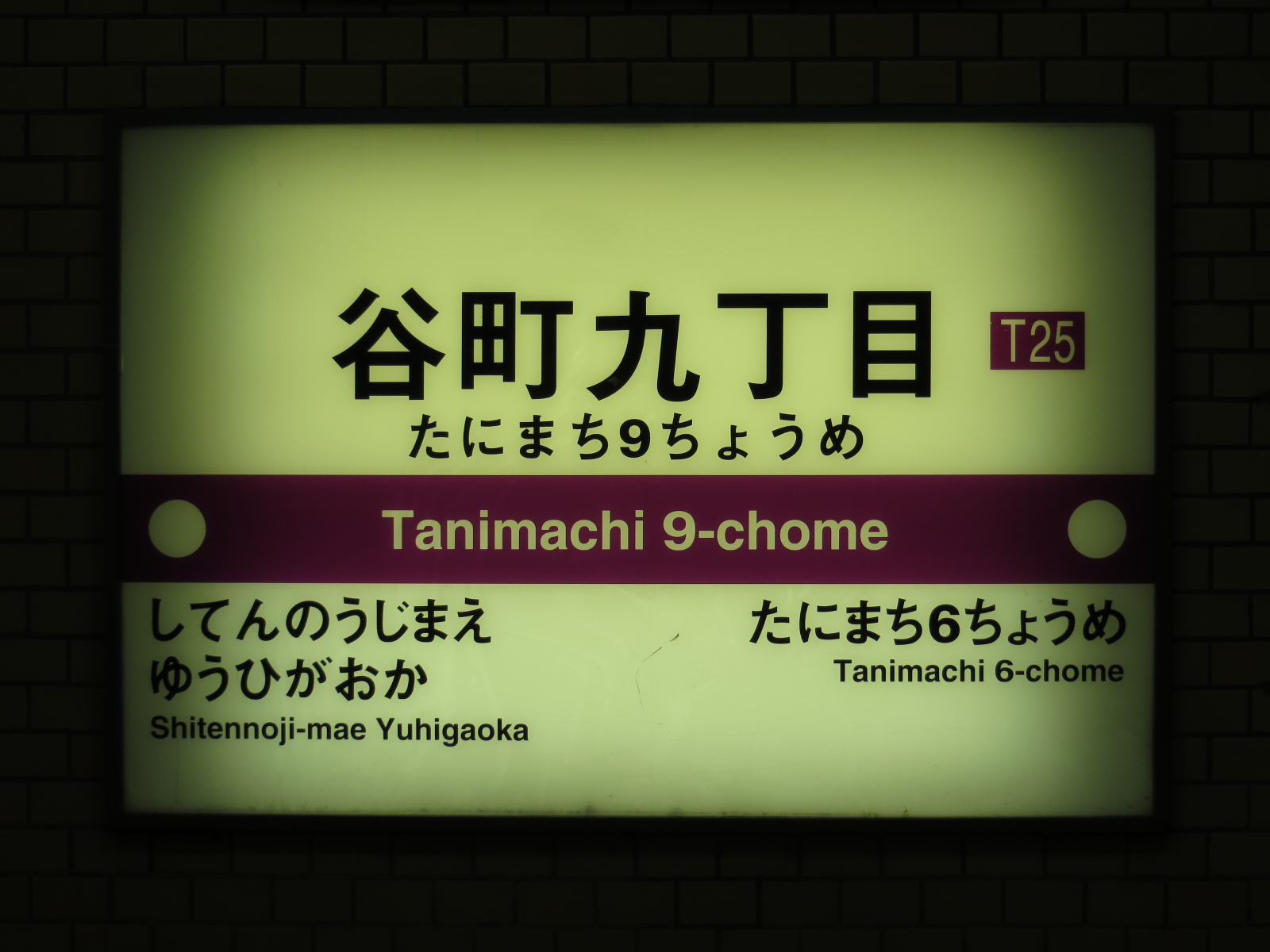
다니마치 선 역의 역명판

## 인접역
| ■ 오사카 메트로 다니마치선       | ■ 오사카 메트로 다니마치선 | ■ 오사카 메트로 다니마치선                 |
| -------------------------------- | -------------------------- | ------------------------------------------ |
| T24 다니마치 6초메 다이니치 방면 |                            | 시텐노지마에유히가오카 T26 야오미나미 방면 |
| ■ 오사카 메트로 센니치마에선     |                            |                                            |
| S17 닛폰바시 노다한신 방면       |                            | 쓰루하시 S19 미나미타쓰미 방면             |